# يوجين ألكان
يوجين ألكان Eugène Alcan (1811 - 1898) كان أديبًا ورسامًا وشاعرًا يهوديًا فرنسيًا، اعتنق المسيحية الكاثوليكية الرومانية. 
ولد في باريس عام 1811، وتوفي حوالي عام 1898.  كان شقيق ألفونس ألكان. 
من أعماله: 
- لا فلور برنتانير: تذكارات دو بيرسو وآخرون (1882)
- أكلة لحوم البشر والأزمنة الجميلة: تذكار من حملة أوسياني سو لو كوماندانت مارسو، كابيتان دي فريجيت (1887)